# Joan Givanel i Mas
Joan Givanel i Mas (Barcelona, 30 de novembre de 1867 - 19 de desembre de 1946) va ser un filòleg, erudit, crític literari i cervantista català.

## Biografia
Era fill d'Antònia Gibanel i Mas (´*ca.1842 Montsó). Va començar diverses carreres (ciències, farmàcia i filosofia), però les deixà i es dedicà a l'escultura com a deixeble de Rossend Nobas i Ballbé. Va obtenir una medalla a l'Exposició Universal del 1888 i tornà a la Universitat de Barcelona per estudiar Filosofia i Lletres, on va ser alumne avantatjat de Manuel Milà i Fontanals.
Més tard es va dedicar a les ciències, i va abandonar l'estudi intens de la Química pel de les Belles Arts. Aconsellat per Clemente Cortejón y Lucas, es va dedicar a l'estudi i comentari de la literatura i els clàssics castellans. Al maig de 1915 l'Institut d'Estudis Catalans li va encarregar l'elaboració del Catàleg de la col·lecció cervantina Bonsoms de la Biblioteca de Catalunya. El 17 de febrer de 1914 va ser nomenat conservador de la col·lecció cervantina de la Biblioteca de Catalunya, labor que va exercir fins a la seva mort. Va ser membre corresponent de la Hispanic Society of America (1943), de l'Acadèmia de Bones Lletres de Barcelona (1917) i membre honorari de The American Association of Teachers of Spanish (1918).
Va acabar l'edició crítica del Quixot que Cortejón va deixar abandonada a la seva mort el 1911. Va publicar nombrosos articles a les revistes Ateneo, España y América, Estudis Universitaris Catalans, Quaderns d'Estudi, etc. Va estudiar autors com Benito Pérez Galdós, José María de Pereda, Juan Valera, Armando Palacio Valdés, Vicente Blasco Ibáñez, la novel·la cavalleresca, la poesia mística, la novel·la picaresca, la prosa epistolar, etc.
Casat amb Lluciana Pascual i Duràn varen ser pares de Dolors (Lolita) i de Johanna Givanel Pasqual.

## Obres
- Comentarios al capítulo XLI de la segunda parte de Don Quijote (1911)
- Una edición crítica del Quijote (1907)
- Una mascarada quijotesca celebrada en Barcelona en 1633 (1915)
- Tres documents inedits referents al Don Quijote (1916)
- La obra literaria de Cervantes (1917)
- Doce notas para un nuevo comentario al Don Quijote (1920)
- El Tirant lo Blanch y Don Quijote de la Mancha (1921)
- Catàleg de la Col·lecció cervàntica Bonsoms (tres volums editats per l'Institut d'Estudis Catalans)
- Examen de ingenios, I: Apostillas, comentarios y glosas al comentario del "Don Quijote" editado por D. Francisco Rodríguez Marín (Madrid, 1912)
- Historia gráfica de Cervantes y del Quijote Madrid: Editorial Plus-ultra, 1946.
- Comentarios al folleto "Lo cervantisme à Barcelona" Barcelona: Imp. J. Roca Gual, 1901, al·ludeix a l'opuscle de Francesc Carreras i Candi (1862-1937) Cervantisme à Barcelona
- Estudio crítico de la novela caballeresca Tirant lo Blanch (1912).